# Ирак на летних Олимпийских играх 2000
Ирак принимал участие в Летних Олимпийских играх 2000 года в Сиднее (Австралия) в десятый раз за свою историю, но не завоевал ни одной медали.